# Sint-Hubertuskerk (Bosvoorde)
De Sint-Hubertuskerk (Frans: Église Saint-Hubert) is een kerkgebouw in de Belgische gemeente Watermaal-Bosvoorde in het Brussels Hoofdstedelijk Gewest. De kerk staat aan het Jagersveld en de Delleurlaan in het midden van de gemeente in de plaats Bosvoorde. Ten zuidoosten van de kerk ligt aan de overzijde van de weg het Jagersveldpark.
De kerk is gewijd aan Hubertus van Luik.

## Geschiedenis
In 1924-1939 werd het kerkgebouw opgetrokken naar het ontwerp van architect Pierre Langerock.
In 2010 werd het kerkgebouw gesloten.
In 2016 werd de kerk door de gemeente verkocht aan een projectontwikkelaar om woningen in het bestaande gebouw te bouwen en het kerkgebouw te renoveren.

## Gebouw
De georiënteerde kruiskerk bestaat uit een westtoren, een driebeukig schip met vijf traveeën in basilicale opstand, een transept met twee dwarsbeuken van twee traveeën lang en een vijfzijdig gesloten koor van twee traveeën. De kerktoren heeft een torenspits met flankerende torentjes.